# Кристина Макхейл
Кристина Макхейл (на английски: Christina McHale) е американска тенисистка, родена на 11 май 1992 г. в Тийнек, САЩ. Най-високото ѝ класиране в ранглистата за жени на WTA e 82-ро място, постигнато на 11 април 2011 г.

## Кариера

### 2009-2010
На Ю Ес Оупън 2009 получава уайлд кард и записва първата си победа в турнири от Големия шлем и в състезание от календара на Женската тенис асоциация. Кристина побеждава Полона Херцог с 6-3, 6-1 преди да се изправи срещу бившата номер 1 Мария Шарапова и да напусне надпреварата.

### 2011
На Фемили Съркъл Къп 2011 Макхейл отстранява последователно Хедър Уотсън и поставените под номер 8 Алиса Клейбанова и под номер 10 Даниела Хантухова, за да достигне четвъртфинал. Там тя отстъпва на Йелена Янкович с 2-6, 0-6.